# Vysoká pec

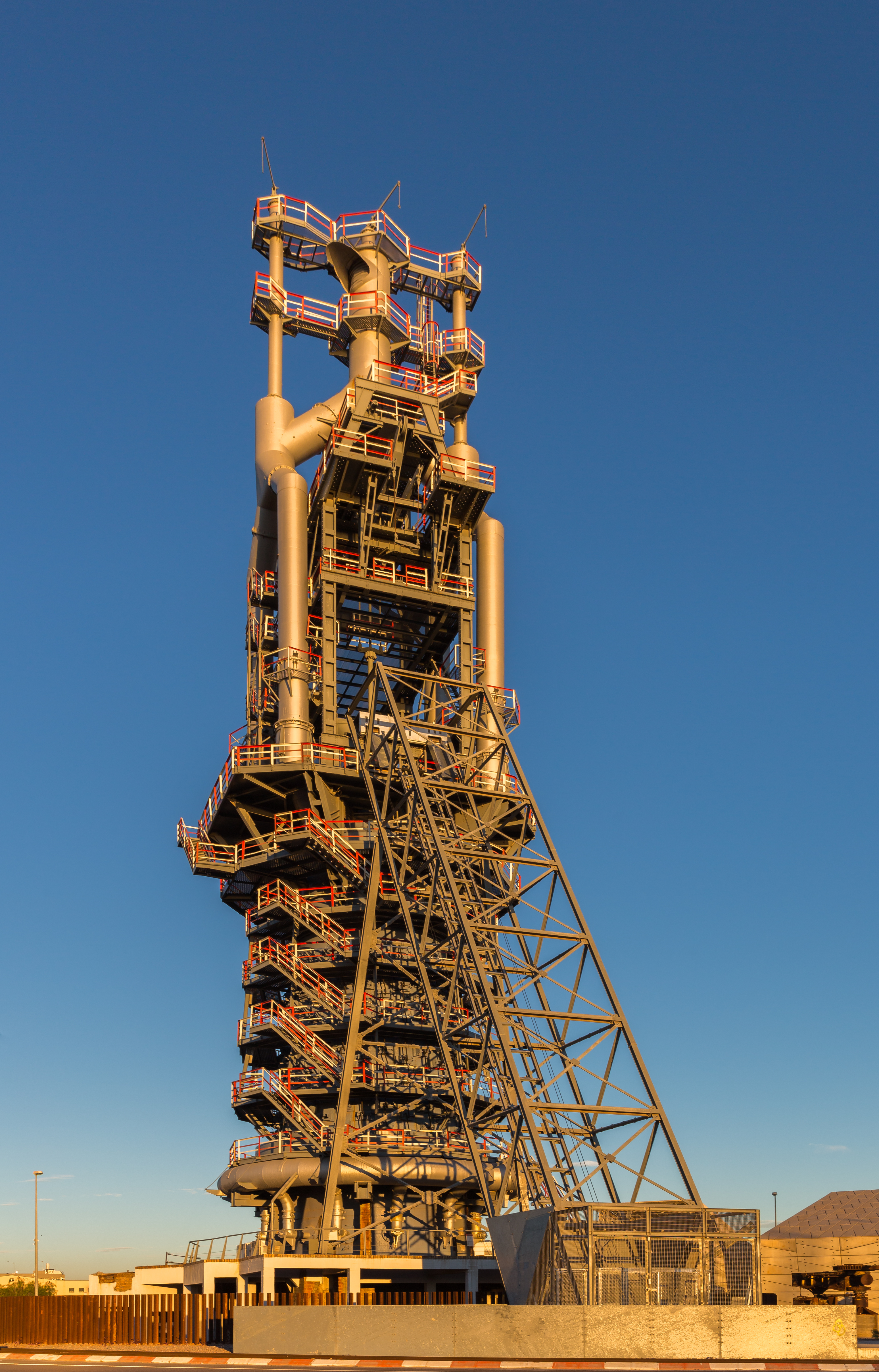
Bývalá vysoká pec v přístavu Sagunt ve španělské Valencii.

Vysoká pec je metalurgické zařízení, sloužící k výrobě surového železa redukcí z železných rud.
Ve vysoké peci se palivo (koks), rudy a tavidlo (vápenec) postupně přivádějí přes horní část pece, zatímco horký proud vzduchu (někdy obohacený kyslíkem) se vhání do spodní části pece přes sérii trubek zvaných dyšny, takže chemické reakce probíhají v celé peci, když materiál klesá dolů. Konečnými produkty jsou obvykle roztavený kov a strusková fáze odpichovaná ze dna a odpadní plyny (spaliny) vystupující z horní části pece. Tok rudy dolů spolu s tokem, který je v kontaktu s proudem horkých spalin bohatých na oxid uhelnatý, je protiproudý proces výměny a chemické reakce.

## Historie

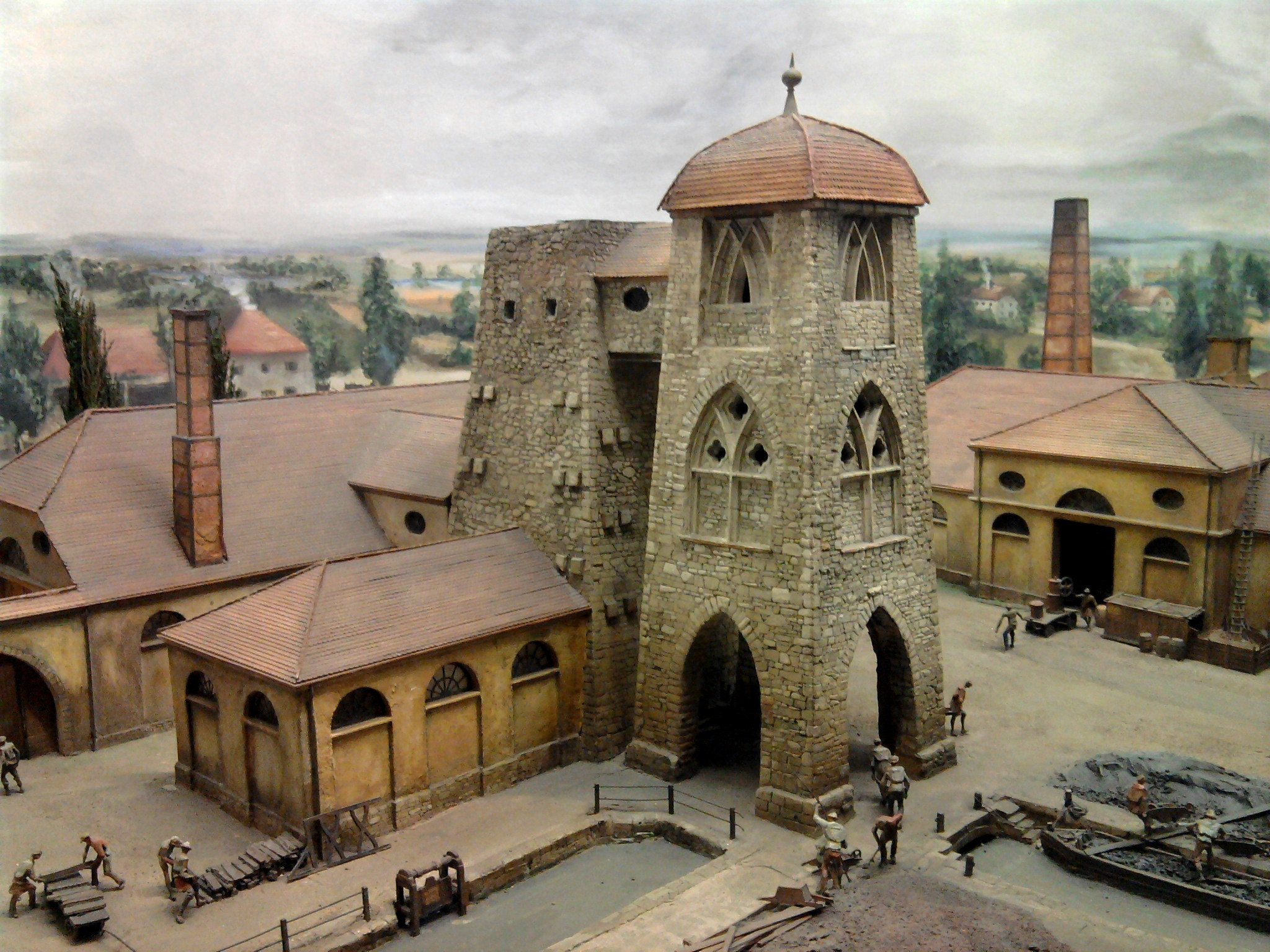
První vysoká pec v Německu znázorněná v Německém muzeu

Před zavedením vysokých pecí bylo železo získáváno – kromě nálezů železných meteoritů – ve formě houbovitého polotovaru v dýmačce, jednoduché redukční peci, která nebyla schopna výrobek roztavit. Polotovar se pak zpracovával kováním v hamru. Zvětšováním objemu a zejména výšky pece se zvyšovala nejen účinnost zařízení, ale také teplota procesu. Při dosažení výšky pece cca 4 m dosáhla teplota ve spodní části pece přes 900 °C, kdy dochází k nauhličování železa za vzniku karbidu železa. Zvyšováním obsahu karbidu železa dochází ke snižování teploty tavení (viz Binární diagram železo-uhlík), takže při dosažení teploty nad 1150 °C dojde k roztavení železa a vzniká tak surové železo.
Použitelnost surového železa je omezená vzhledem k jeho křehkosti, dané vysokým obsahem uhlíku. Rozšíření vysokých pecí proto historicky souvisí také s rozvojem technologií jeho zkujňování (dejlováním, později pudlováním atd.).
V prvních vysokých pecích bylo – stejně jako v dýmačkách – používáno dřevěné uhlí, později se přešlo na koksové pece odpovídající následujícímu popisu.

## Popis zařízení

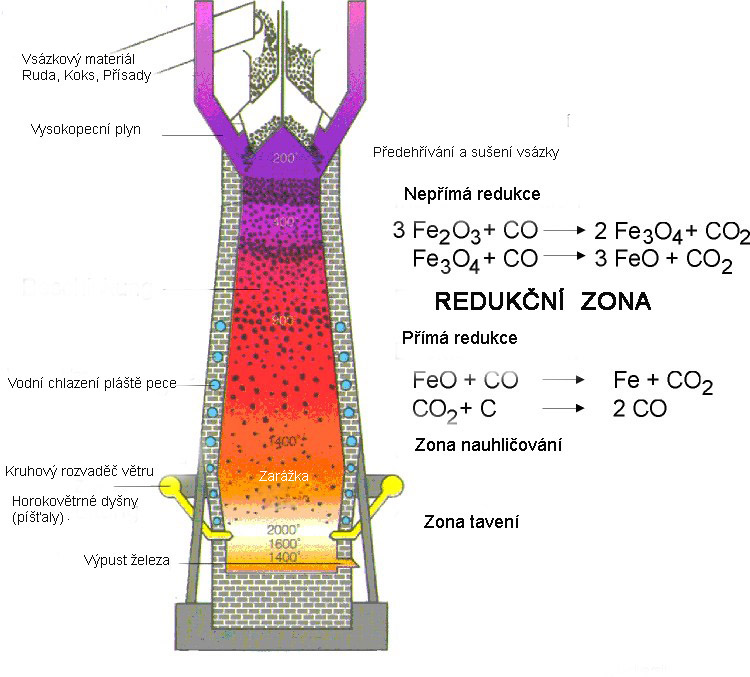
Schéma vysoké pece

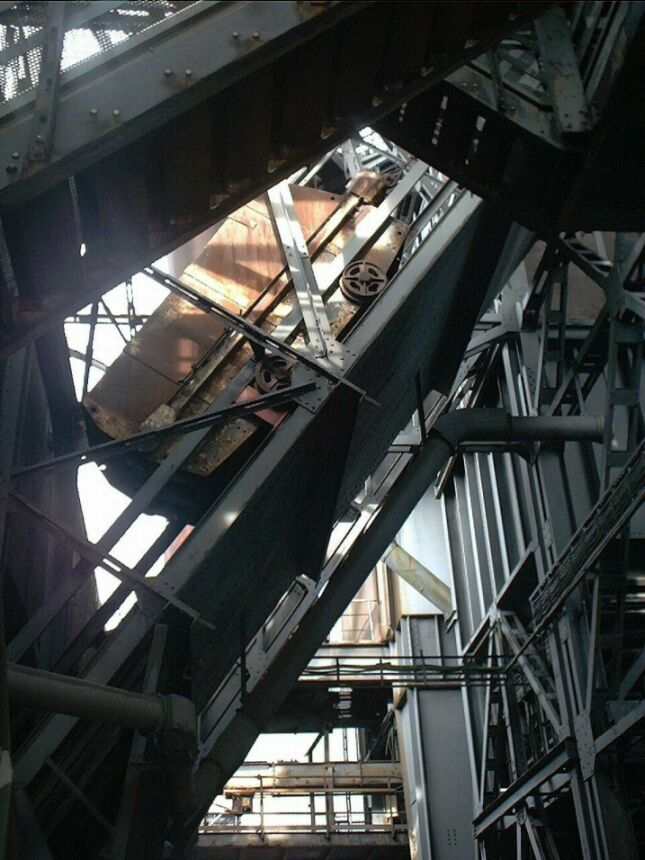
Šikmý zavážecí výtah

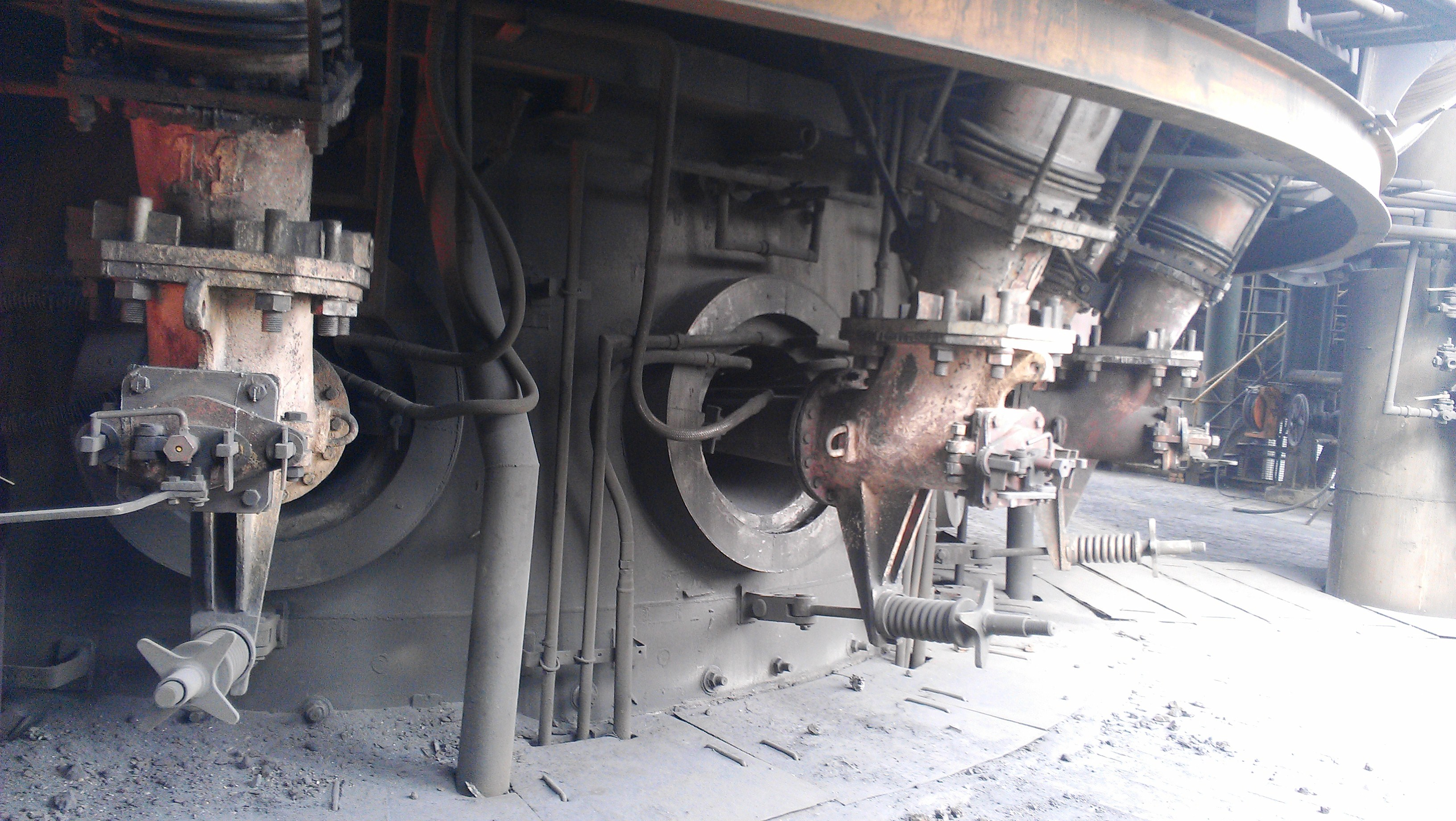
Dyšny vysoké pece společnosti Gerdau v Brazílii

Vysoká pec je typově pec šachtová vysoká 25–40 m. Profil pece je přizpůsoben technologii provozu a měnícímu se objemu vsázky. Skládá se z kuželovité, k základně se rozšiřující vlastní šachty, která v místě největšího objemu vsázky se mění v rozporu (který slouží k zadržení celé náplně v peci) v komolý kužel opačný (tzv. sedlo), který se zužuje k základně (viz obr). Vnější povrch šachty je tvořen silným ocelovým pancířem, jenž je z vnitřní strany chlazen vodou pomocí litinových a měděných chladnic a chráněn žáruvzdornou vyzdívkou.
Na horním konci šachty je umístěna sazebna sloužící pro doplňování materiálu pro výrobu železa – vsázky. V minulosti býval plnicí otvor uzavřen dvojitým kuželovým neboli zvonovým sazebním (kychtovým) uzávěrem. Tento umožňoval jednak zavážení pece vsázkovým materiálem a jednak jej utěsňoval tak, že bylo možno odvádět vysokopecní plyn do plynojemu na ohřev dmychaného větru. V současnosti se již v drtivé většině používá tzv. bezzvonová sazebna (BZS) tvořená dvěma materiálovými komorami. Nad nimi je umístěna pojízdná násypka určující, která materiálová komora se bude plnit. V každé komoře se nachází horní a dolní klapový uzávěr a tzv. segmentový uzávěr určující rychlost vysypávání komory. Pod komorami se pak vsázka sype do otočného rozdělovače, který pomocí zvláštního otočného žlabu vysypává vsázku na předem zadané „kružnice“.
Přibližně ve výši rozporu pece se nachází kruhové potrubí rozdělovače větru, tzv. okružní větrovod. Předehřátý vzduch (vítr) je odsud přiváděn pomocí výfučen do tavicího prostoru vysoké pece. Ve výfučnách mohou být umístěny zvláštní trysky pro přidávání topného oleje, zemního plynu či mletého uhlí. Na nejnižší rovině nístěje (dna pece) je umístěn výtok roztaveného železa, tzv. odpichový otvor. Nad úrovní odpichového otvoru pro surové železo byly v minulosti na jiné straně pece obvykle ještě výtokové otvory strusky. V současné době se však od vypouštění strusky přes tyto otvory upustilo a veškerá tavenina z pece je vypouštěna pouze odpichovým otvorem, přičemž pec může mít ve stejné úrovni víc odpichových otvorů. Struska je od surového železa oddělována v hlavním odpichovém žlabu pomocí přepážky, která lehčí strusku odvádí do struskového žlabu, pomocí něhož je dopravována do struskových pánví nebo k přímému zpracování, např. do tzv. granulačních komor (výroba granulačního písku).
- Zavážka vysoké pece, tj. doprava železné rudy, koksu a struskotvorných přísad se provádí buďto šikmým výtahem (skipem) nebo pomocí velkých zavážecích nádob (košů) a tzv. kolmých výtahů.

- Ohřívače větru (Cowper) jsou poměrně vysoké ocelové válcovité stavby uvnitř vyzděné ohnivzdornou kanálkovou vyzdívkou a vybavené po celé výšce sahající spalnou komorou. Na horním konci jsou uzavřeny kopulí. Teplota pod kopulí dosahuje až 1 600 °C. Ke každé vysoké peci patří 3 až 5 ohřívačů větru. Pracují střídavě, přerušovaně tj. jeden předává teplo větru, další je předehříván atd. Vytápěny jsou vysokopecním plynem zpravidla s přídavkem zemního plynu nebo topného oleje. V případě vytápění pouze vysokopecním plynem se v současné době zvyšuje účinnost vytápění předehřevem spalovacího plynu a vzduchu prostřednictvím výměníků tepla, jež využívají teplotu spalin (cca 300 °C) odcházejících z vytápěných ohřívačů větrů. Vysokopecní (kychtový) plyn obsahuje přibližně 20 % jedovatého oxidu uhelnatého (CO) a je poměrně málo výhřevný (cca 2,8–3,7 MJ/m3).[1] Mezi vysokou pecí a ohřívači vzduchu je vysokopecní plyn čištěn a zbavován prachu. Hlavní podíl prachu je zachycován v lapači prachu (prašníku) a v cyklonech, kde dochází k hrubému čištění. K polojemnému čištění obvykle dochází ve skrubru, což je velká válcová nádoba, do níž je spodem přiváděn plyn proti jemně rozprášené vodě padající shora. Voda strhává částice prachu do spodní části skrubru, odkud se odvádí v podobě kalu. Poté následuje jemné čištění v pračkách (Venturiho pračky) nebo filtrech.

Předehřátý vzduch (700 až 1 100 °C) je pomocí mohutných dmychadel dopravován vyzděným potrubím do výfučen vysoké pece. Vedle dodávky potřebného kyslíku pro spalování koksu slouží vítr ve vysoké peci také k udržování konsistence vsázky (víření) a zabraňuje vzniku spečenin na dně pece.
Vysokopecní zařízení bývají minimálně deset let v nepřetržitém provozu. Po uplynutí této provozní fáze je prováděna generální oprava celého zařízení.

## Procesy ve vysoké peci

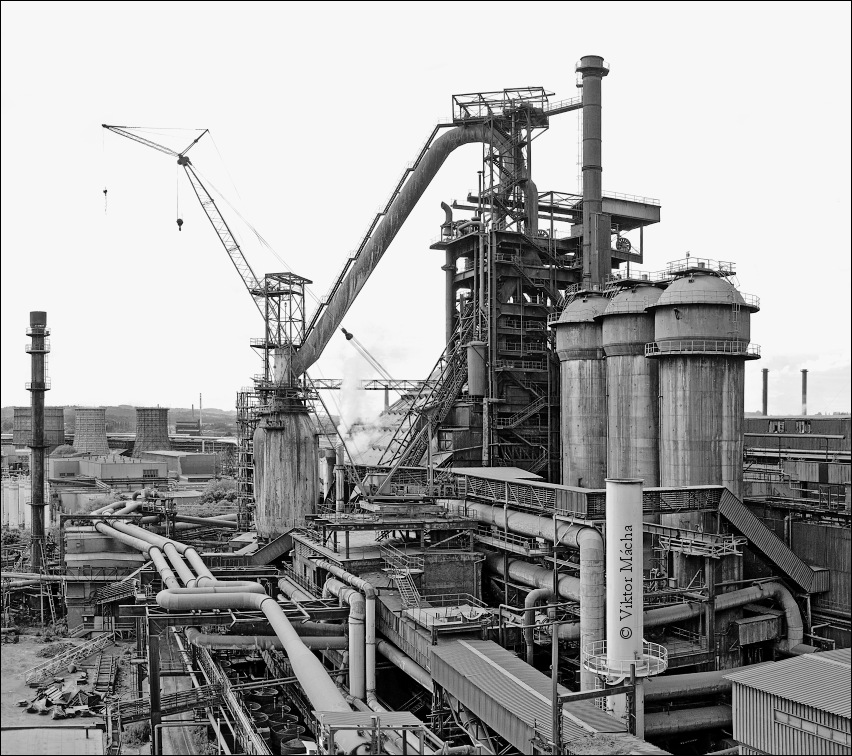
Celkový pohled na vysokou pec č. 6 v Třineckých železárnách.

Do vysoké pece se zaváží železná ruda, koks a struskotvorné přísady. Ty slouží jednak k snížení tavicí teploty hlušin a jednak k ochraně železa během vysokopecního procesu před zpětnou oxidací. Jsou to vápenec, dolomit a zřídka také křemičitý štěrk. Použitý typ přísady závisí především na kvalitě rudy a jejím indexu bazicity.
V horní části pece pod sazebnou se předehřívá vsázka a vypařuje se z ní vlhkost. Se stoupající teplotou v nižší části šachty pece dochází ke kontaktu železné rudy s procházejícími spalinami, které obsahují CO. Zde, v teplotním rozmezí mezi 400 a 1 000 °C, probíhá tzv. nepřímá redukce oxidů železa obsažených v rudě (tj. redukce oxidem uhelnatým ze spalin).
Fe2O3 + 3 CO → 3 CO2 + 2 Fe
V nižších pásmech pece dále stoupá teplota a dochází zde při teplotách mezi 1 000 a 2 000 °C jak k přímé redukci ještě neredukovaných oxidů železa z již těstovitého až tekutého kovu uhlíkem, tak i k nauhličování taveniny. V surovém železe se obsah uhlíku pohybuje v rozmezí 3,5 až 4,5 % (sloučeniny železa s uhlíkem se dělí podle množství uhlíku a teploty, při které vznikají: např. austenit, cementit, perlit, ledeburit, ferit), viz diagram Fe-C
Přímá redukce:
Fe3O4 + 4 C → 3 Fe + 4 CO
Fe2O3 + 3 C → 2 Fe + 3 CO
FeO + C → Fe + CO
Nepřímá redukce:
Fe3O4 + CO → 3 FeO + CO2
3 Fe2O3 + CO → 2 Fe3O4 + CO2
FeO + CO → Fe + CO2
Roztavené železo a struska se shromažďují na dně pece v nístěji. Odpichovým otvorem proudí roztavené železo do veronik, neboli pojízdných mísičů=železničních vagónů, nebo je odléváno do forem na tzv. housky. Struska je od vysoké pece přepravována tzv. "kolibou", rovněž železničním vagónem k dalšímu zpracování např. granulování.
Vysokopecní provozy jsou zpravidla součástí integrovaných hutních závodů a tekuté surové železo je ihned přímo dopravováno do oceláren a dále zpracováno na ocel.

## Vysoké pece v Českých zemích
V minulosti se v Českých zemích nacházelo poměrně velké množství vysokých pecí, zprvu dřevouhelných a zpracovávajících místní rudu; po zavedení minerálního uhlí jejich rozměry časem narůstaly, přecházely na rudu dováženou z větších vzdáleností a jejich počet se snižoval. V současnosti jsou v provozu pouze vysoké pece v Třineckých železárnách a v ostravské huti Liberty.
V roce 1998 byl zastaven provoz poslední vysoké pece ve Vítkovických železárnách. Zdejší vysoké pece však nebyly zbourány a společně s bývalou koksovnou a bývalým dolem Hlubina je celý areál jednou z historických dominant Ostravy. Celý tento areál byl prohlášen za národní kulturní památku ČR.